# 隆美爾戳花介
隆美爾戳花介（学名：Stigmatoeythere roesmari）为粗面介科戳花介屬下的一个种。